# Costa Rica aux Jeux olympiques d'été de 2016
Le Costa Rica participe aux Jeux olympiques d'été de 2016 à Rio de Janeiro au Brésil du 5 au 21 août 2016. Il s'agit de sa 15e participation à des Jeux d'été.

## Athlétisme

### Homme

#### Course
| Athlètes    | Compétitions | Série   | Série | Demi-finales | Demi-finales | Finale  | Finale  |
| ----------- | ------------ | ------- | ----- | ------------ | ------------ | ------- | ------- |
| Athlètes    | Compétitions | Temps   | Rang  | Temps        | Rang         | Temps   | Rang    |
| Nery Brenes | 200 mètres   | 20 s 20 | 1er   | 20 s 33      | 5e           | Éliminé | Éliminé |
| Nery Brenes | 400 mètres   | 45 s 53 | 2e    | 45 s 02      | 6e           | Éliminé | Éliminé |

#### Concours
| Athlètes        | Compétitions      | Série    | Série | Finale   | Finale  |
| --------------- | ----------------- | -------- | ----- | -------- | ------- |
| Athlètes        | Compétitions      | Résultat | Rang  | Résultat | Rang    |
| Roberto Sawyers | Lancer du marteau | 70,08 m  | 24e   | Éliminé  | Éliminé |

### Femme

#### Course
| Athlètes       | Compétitions     | Série   | Série | Demi-Finales | Demi-Finales | Finale   | Finale   |
| -------------- | ---------------- | ------- | ----- | ------------ | ------------ | -------- | -------- |
| Athlètes       | Compétitions     | Temps   | Rang  | Temps        | Rang         | Temps    | Rang     |
| Sharolyn Scott | 400 mètres haies | 58 s 27 | 7e    | Éliminée     | Éliminée     | Éliminée | Éliminée |

## Cyclisme

### Cyclisme sur route
| Athlète       | Compétition            | Temps           | Rang |
| ------------- | ---------------------- | --------------- | ---- |
| Andrey Amador | Course en ligne hommes | 6 h 30 min 05 s | 54e  |
| Milagro Mena  | Course en ligne femmes | non terminé     | NC   |

### VTT
| Athlète | Compétition              | Temps | Rang |
| ------- | ------------------------ | ----- | ---- |
|         | Cross-country VTT hommes |       |      |

## Natation
| Athlète          | Épreuve        | Séries        | Séries | Demi-finales | Demi-finales | Finale | Finale |
| Athlète          | Épreuve        | Temps         | Rang   | Temps        | Rang         | Temps  | Rang   |
| ---------------- | -------------- | ------------- | ------ | ------------ | ------------ | ------ | ------ |
| Maria Laura Meza | 100 m papillon | 1 min 02 s 01 | 36     | -            | -            | -      | -      |